# Hilma Nicanor
Hilma Nicanor, née le 3 mai 1956, est une femme politique namibienne, Membre de SWAPO, députée à l'Assemblée nationale et Vice-ministre de la Défense chargée des Anciens combattants depuis le 20 mars 2020.
Elle rejoint le mouvement du SWAPO en 1975, et sa guérilla, l'Armée populaire de libération de Namibie (en) en Angola en 1978. Conseillère régionale de Keetmanshoop entre 2004 et 2020, elle est Conseillère nationale, la Chambre haute du pays, entre les mêmes dates.
Elle devient également une cadre du parti SWAPO à partir de 2017, intégrant son comité central puis son Bureau politique en 2018. En mai 2018, elle est élue secrétaire à l'Information et la mobilisation, porte-parole officielle du parti.

## Biographie

### Études et engagement indépendantiste
Hilma Nicanor est née le 3 mai 1956 à Eheke, dans la région de Oshana, dans le Sud-Ouest africain. Elle étudie à l'École primaire Staatsinboorling entre 1969 et 1973, puis au Lycée Martin Luther entre 1974 et 1978.
Pendant ses années au lycée, à l'âge de 19 ans en 1975, elle rejoint le mouvement indépendantiste du SWAPO. En 1978, à la sortie du lycée, elle s'engage dans la guérilla du mouvement, l'Armée populaire de libération de Namibie (en) (PLAN), située en Angola.
Entre 1979 et 1982, elle est Commissaire au sein de l'Armée populaire de libération de Namibie.
Elle poursuit ses études et sort diplômée de l'Académie des sciences politiques et de gestion sociale de la République populaire de Bulgarie en 1980. Hilma Nicanor poursuit son engagement indépendantiste et au sein de la guérilla armée jusqu'en 1990 et l'indépendance de la Namibie.

### Militante et élue locale du SWAPO
Ayant rejoint le mouvement du SWAPO en 1975 (ou 1974), elle s'engage au sein du parti nouvellement constitué. Elle est membre du Conseil des femmes du parti, qu'elle préside entre 1983 et 1988 puis entre 1990 et 1993.
Quelques années après, en 1997, elle devient Coordinatrice régionale du parti à Karas et conseillère auprès des autorités locales de la ville de Keetmanshoop entre 1997 et 2004.
Lors des élections de novembre 2004, elle est élue Conseillère régionale de Karas, lui permettant d'être élue à la chambre haut du pays, le Conseil national. Elle sera constamment réélue entre 2004 et 2015.

### Vice-ministre, cadre du SWAPO et députée
En 2011, elle est nommée Vice-ministre chargée des Anciens combattants, dans le gouvernement du président Hifikepunye Pohamba.
En 2015, elle est reconduite dans ses fonctions sous la présidence d'Hage Geingob. En 2017, elle devient l'une des cadres du parti, étant élue au Comité central du SWAPO et élu au Bureau politique en 2018 par le Comité central.
En mai 2018, elle est élue secrétaire à l'Information et la mobilisation du parti, servant de porte-parole du parti, comme l'indique le SWAPO.
En octobre 2019, Hilma Nicanor a démissionnée prématurément de son mandat de Conseillère nationale et de sa fonction Vice-ministre, pour se présenter aux élections législatives de novembre 2019. Trois semaines après sa démission, le 6 novembre, elle est nommée par le président Hage Geingob en tant que Conseillère spéciale pour les Affaires des Anciens combattants,. 
Cette nomination est controversée, notamment en raison du coût élevé d'une telle nomination, réservée habituellement pour des missions spécifiques, tandis que la presse soupçonne une volonté de pouvoir continuer son rôle de Vice-ministre en tant que Conseillère spéciale, tout en outrepassant les règles du codes électorales pour les élections, les candidats devant démissionner de leurs fonctions exécutives ou publiques.
À l'issue élections législatives de novembre 2019, elle est élue députée à l'Assemblée nationale. Elle retrouve ses fonctions de Vice-ministre chargée des Anciens combattants dans le deuxième gouvernement du président Hage Geingob.